# Bhistenatti, Khanapur
Bhistenatti là một làng thuộc tehsil Khanapur, huyện Belgaum, bang Karnataka, Ấn Độ.